# Episodi di In aller Freundschaft (ventiduesima stagione)
La ventiduesima stagione della serie televisiva In aller Freundschaft è stata trasmessa in anteprima in Germania da Das Erste tra l'8 gennaio 2019 e il 10 dicembre 2019.
| nº | Titolo originale              | Prima TV Germania |
| -- | ----------------------------- | ----------------- |
| 1  | Große Kinder, große Sorgen    | 8 gennaio 2019    |
| 2  | Gefühl und Verstand           | 15 gennaio 2019   |
| 3  | Auf neuen Wegen               | 22 gennaio 2019   |
| 4  | Schicksalhafte Offenbarungen  | 29 gennaio 2019   |
| 5  | Am Ende der Welt              | 12 febbraio 2019  |
| 6  | Nachbeben                     | 12 febbraio 2019  |
| 7  | Wer bin ich?                  | 26 febbraio 2019  |
| 8  | Blind Date                    | 5 marzo 2019      |
| 9  | Manneskraft                   | 12 marzo 2019     |
| 10 | Perfekte Paare                | 19 marzo 2019     |
| 11 | Ein grünes Herz               | 26 marzo 2019     |
| 12 | Auf dem Prüfstand             | 9 aprile 2019     |
| 13 | Unruhige Nächte               | 16 aprile 2019    |
| 14 | Aller guten Dinge sind drei   | 30 aprile 2019    |
| 15 | Ehrlich währt am am längsten? | 14 maggio 2019    |
| 16 | Zu gut für diese Welt         | 21 maggio 2019    |
| 17 | Seifenblasen                  | 28 maggio 2019    |
| 18 | Liebestrunken                 | 4 giugno 2019     |
| 19 | Das Hohelied der Liebe        | 11 giugno 2019    |
| 20 | Gnadenlos                     | 18 giugno 2019    |
| 21 | Ein neuer Arm für Max         | 25 giugno 2019    |
| 22 | Verwundungen                  | 2 luglio 2019     |
| 23 | Via Dolorosa                  | 9 luglio 2019     |
| 24 | Der ungebetene Gast           | 16 luglio 2019    |
| 25 | Abgründe                      | 23 luglio 2019    |
| 26 | Blockaden                     | 13 agosto 2019    |
| 27 | Drei Männer in Schwarz        | 20 agosto 2019    |
| 28 | Sorgenvolle Tage              | 27 agosto 2019    |
| 29 | Kleiner Kosmonaut             | 3 settembre 2019  |
| 30 | Mutterliebe                   | 10 settembre 2019 |
| 31 | Hundstage                     | 17 settembre 2019 |
| 32 | Schlangenlinien               | 24 settembre 2019 |
| 33 | Herzstolpern                  | 8 ottobre 2019    |
| 34 | Auf eigene Faust              | 15 ottobre 2019   |
| 35 | Im Ring                       | 22 ottobre 2019   |
| 36 | Ein weiter Weg                | 29 ottobre 2019   |
| 37 | Vereint und entzweit          | 5 novembre 2019   |
| 38 | Die wilde Heidi               | 12 novembre 2019  |
| 39 | Schöne Aussichten             | 19 novembre 2019  |
| 40 | In anderen Welten             | 26 novembre 2019  |
| 41 | Was sich neckt ...            | 3 dicembre 2019   |
| 42 | Weihnachtsmänner lügen nicht  | 10 dicembre 2019  |